# معاهدة فاليتا
إن معاهدة فاليتا (رسميًا الاتفاقية الأوروبية بشأن حماية التراث الأثري (منقحة)، والمعروفة أيضًا باسم اتفاقية مالطا) هي معاهدة متعددة الأطراف لـمجلس أوروبا. وتهدف المعاهدة التي وقعت عام 1992 إلى حماية التراث الأثري الأوروبي باعتباره مصدرًا للذاكرة الجماعية الأوروبية وكأداة للدراسة التاريخية والعلمية. وتعتبر جميع البقايا والأشياء وأي آثار أخرى للبشر من العصور الماضية هي عناصر التراث الأثري. ويشمل التراث الأثري الهياكل والمنشآت ومجموعات المباني والمواقع المتقدمة والأشياء المنقولة وآثارًا من أنواع أخرى وكذلك حالتها، سواءً كانت موجودة على الأرض أو تحت الماء.“ (Art. 1)
اتفاقية مالطا هي معاهدة دولية ملزمة قانونًا داخل أوروبا. فهي تضع الاتفاقية المنقحة في إطار أنشطة مجلس أوروبا بشأن التراث الثقافي منذ أن دخلت الاتفاقية الثقافية الأوروبية حيز التنفيذ.
تتعامل الاتقافية مع حماية التراث الأثري والحفاظ عليه وإجراء الأبحاث العلمية عنه في أوروبا. وبخاصة، تركز الاتفاقية المنقحة على مشكلة الحفاظ على التراث الأثري في وجه مشاريع التنمية. وتتمثل التهديدات الأخرى للتراث الأثري في:
- الكوارث الطبيعية
- عمليات التنقيب غير المشروعة وغير العلمية
- غياب الوعي العام

وفقًا للمقدمة، تُعد أهداف الاتفاقية المنقحة هي:
- دمج البحث الأثري للتراث الأثري وحمايته في سياسات التخطيط الحضري والإقليمي
- إيجاد عمليات تعاون وتشاور بين علماء الآثار ومطوري المشاريع
- وضع معايير للتمويل وطرق الحفاظ على الآثار المستخدمة في دراسة «معرفة تاريخ البشرية»
- تعزيز الإجراءات التعليمية والوعي العام بضرورة حماية التراث الأثري والبحث عنه في أوروبا
- تعزيز العمل المشترك التعاوني الدولي بين جميع البلدان الأوروبية في مجال إدارة الموارد الأثرية عن طريق تطوير وتبادل المعلومات العلمية ذات الصلة والتقنيات والخبرات.

## تعريف التراث الأثري
في المادة 1 من الاتفاقية المنقحة يوجد تعريف للتراث الأثري. وتهدف هذه المادة إلى التأكيد على أهمية كل من الحماية والبحث العلمي للتراث الأثري باعتباره «مصدرًا من الذاكرة الجماعية الأوروبية».
بالنظر في ميثاق المجلس الدولي للمعالم والمواقع لحماية وإدارة التراث الأثري لعام 1990، «تعتمد المعرفة الأثرية بشكل أساسي على البحث العلمي للتراث الأثري».
وبالتالي، يمكن تنفيذ الطرق العلمية البناءة وغير البناءة بشرط أن يتم اعتبار عمليات التنقيب الملاذ الأخير لاكتساب المعرفة حول التراث الأثري في أوروبا.
هناك عنصر على التراث الأثري إذا كان هناك أي أثر للوجود الإنساني من الماضي يثبت وجود تفاعل بين البيئة الطبيعية وتعزيز معرفتنا بـتاريخ الجنس البشري، الذي تم اكتشافه بواسطة التقنيات الأثرية. ولذلك، لا تعد القطع الأثرية من أحد المواقع الأثرية فقط هي التي لها قيمة ولكن «كل بقايا وأشياء وأي آثار أخرى للجنس البشري».
وعلاوة على ذلك، تعطي هذه المادة مثالاً على العناصر التي تم تضمينها في مفهومها للتراث الأثري:
- أشياء ثابتة: الهياكل والجدران ومجموعات المباني والمواقع والنصب التذكاري والمدافن وغير ذلك.
- أشياء منقولة: المنحوتات والقطع الأثرية، وغير ذلك.
- الحالة (على البر أو في البحر)

## التعرف على التراث والتدابير اللازمة لحمايته

### المادة 2
الدول الأطراف في الاتفاقية المنقحة يتوجب عليها:
- «تأسيس نظام قانوني لحماية التراث الأثري»، والذي يجب أن يتضمن الشروط التالية:
- «الحفاظ على المخزون الموجود من التراث الأثري وتحديد الآثار والمناطق المحمية»، وهو ما يعني أي الأنشطة المسموحة في منطقة محمية يتم تركها للدول الأطراف
- «إنشاء محميات طبيعية» تحدد التقسيم إلى مناطق، والتي يتم فيها تقييد أشكال من استخدام الأرض، مثل اضطراب التربة، وعمليات التنقيب وتُشرف عليها السلطات ذات الصلة
- تنفيذ «عملية الإبلاغ الإلزامي للسلطات المختصة» لمن «اكتشف فرصة لوجود عناصر من التراث الأثري».

### المادة 3
سواء كانت على الأراضي العامة أو الخاصة، يوافق كل طرف على وضع مدونة سلوك محددة للعمل الأثري وطرق الحفاظ عليه.
المادة 3, الفقرة الأولى تنص على أن كل طرف يجب عليه تنفيذ إجراء رقابي على الأنشطة الأثرية وذلك لمنع «أي عمليات تنقيب غير مشروعة أو إزالة عناصر التراث الأثري» وضمان أن يتم تطبيق إدارة الموارد الأثرية بـطريقة علمية. ويتضمن هذا المبدأ أنه يجب أن يكون تأثير كل عملية بحث في أدنى حد ممكن وأن يتم حفظ الآثار التي يتم العثور عليها بطريقة سليمة خلال عملية التنقيب أو بعدها.
ويجب أن تكون عمليات التنقيب تحت رقابة أشخاص مؤهلين ومرخص لهم بالعمل في هذا المجال خصيصًا (انظر المادة 3، الفقرة الثانية).
وبالإضافة إلى ذلك، «يجب أن يخضع استخدام أجهزة الكشف عن المعادن وأي معدات كشف أخرى للحصول على ترخيص مسبق محدد» (انظر المادة 3، الفقرة الثانية). وإلا فإن الاستخدام التعسفي لهذه المعدات يؤدي إلى تدمير المنطقة من خلال حفر أي شيء يسجله الجهاز للوصول إليه دون معرفة ما هذا الشيء في الواقع.

## الحفظ المتكامل للتراث الأثري
المادة 5 تتناول العلاقة بين الحفاظ على التراث الأثري ومشاريع التطوير. وفيها يوافق كل طرف على إشراك علماء الآثار في سياسة التخطيط الشاملة (المادة 5، الفقرة الأولى). على سبيل المثال، يتم فحص المواقع الأثرية ومحيطها إذا كانت هناك حاجة لـتقييم الأثر البيئي المادة 5، الفقرة السادسة).
من الضروري أن "يتشاور علماء الآثار ومخططو المدن والأقاليم بشكل منتظم مع بعضهم البعض" (المادة 5، الفقرة الثالثة) وذلك من أجل تعديل خطط التطوير التي قد يكون لها تأثير سلبي على التراث الأثري (الفقرة الرابعة)، مما يوفر الكثير من الوقت والمال. ولا يمكن أن تكون عملية التشاور ناجحة إلا إذا قامت الدول الأطراف بتوفير عمليات مسح ذات الصلة والبضائع الموجودة وخرائط للمواقع الأثرية" (المادة 7، الفقرة الأولى).
على الرغم من الضرر الذي سيحدث لبعض التراث الأثري، إلا أن المشاريع المهمة يتم تنفيذها على أية حال. وفي هذه الحالة، ينبغي أن يتم إجراء عمليات التنقيب الطارئة; ومن الضروري أن تضمن الدول «الوقت والموارد الكافية لإجراء دراسة علمية مناسبة للموقع» ويتم تحديد الإعلان عن نتائجها. وتعطي المادة 6 من الاتفاقية المنقحة تفاصيل حول مصدر الأموال للبحوث الأثرية وعلم آثار الإنقاذ.
إذا اكتشفت عمليات التنقيب عناصر من التراث الأثري خلال أحد المشاريع، فتضع المادة 5 الفقرة السابعة شروطًا لـ «حفظها في الموقع عندما يكون ذلك ممكنًا». ومع ذلك، هذه الفقرة لا تحدد كيف سيتم إجراء ذلك. ربما يكون أحد الخيارات هو التنقيب في الموقع والحفاظ على البقايا في التربة أو مكان خاص مغطى بعد ذلك، بحيث يتم إنشاء البناء فوقه. وبالتالي يكون الموقع وعناصره متاحين كليًا أو جزئيًا لعمليات الفحص المحتملة في المستقبل.

## تمويل البحوث الأثرية والمحافظة عليها
يتعين على الدول الترتيب للدعم المادي العام، سواءٌ على المستوى المحلي أو الإقليمي أو الوطني، لإجراء البحوث الأثرية.
وبالإضافة إلى ذلك، هناك أمر مهم وهو أن الداعم، سواء كان عاما أو خاصًا، والمسؤول عن مشروع التطوير، يجب عليه تخصيص تمويل لأية أنشطة أثرية ضرورية ذات صلة، مثل عمليات التنقيب لإنقاذ الآثار (المادة 6، الفقرة الثانية). وهذا يعني، أن خطط التطوير العامة أو الخاصة ينبغي أن توفر الأموال في الميزانية لإجراء عملية مسح أثرية والتسجيل الكامل للنتائج وإعلانها بنفس الطريقة التي يتم بها وضع شروط لدراسات الأثر البيئي (المادة 6، الفقرة الثانية «ب»).

## التحكم في تطبيق الاتفاقية (المنقحة)
تُعين لجنة وزراء مجلس أوروبا، باعتبارها آلية الامتثال، لجنة من الخبراء لمراقبة تنفيذ وتطبيق الاتفاقية المنقحة (المادة 13).
وهذه المراقبة تشمل ما يلي: تقديم تقارير دورية عن وضع سياسات حماية التراث الأثري وتحقيق مبادئ الاتفاقية في الدول (المادة 13، الفقرة الأولى). ويتم رفع التقارير أو أي توصيات أخرى أو مقترحات إلى لجنة وزراء مجلس أوروبا.
وعلاوة على ذلك، قد تقترح لجنة الخبراء اتخاذ تدابير لتحسين عملية تنفيذ الاتفاقية المنقحة من خلال تقديم توصيات بإدخال تعديلات أو أنشطة متعددة الجوانب أو إعلام الجمهور (المادة 13، الفقرة الثانية) أو إرسال دعوات للدول الأخرى للانضمام إلى هذه الاتفاقية (المادة 13، الفقرة الثالثة).

## التوقيعات والتصديقات
تحتاج كل دولة طرف في الاتفاقية وموافقة على الالتزام بـالمعاهدة الدولية إلى اتباع إجراء بحيث يمكن أن تدخل الاتفاقية حيز التنفيذ على المستويين المحلي والدولي:
- التوقيع]
- التصديق/القبول/الموافقة
- إقرار وثيقة التصديق
- الدخول في حيز التنفيذ

تفتح الاتفاقية الأوروبية بشأن حماية التراث الأثري (منقحة) "باب التوقيع للدول الأعضاء في مجلس
أوروبا والدول الأطراف الأخرى للتوقيع على الاتفاقية الثقافية الأوروبية. وهي اتفاقية تخضع للتصديق أو القبول أو الموافقة" (المادة 14، الفقرة الأولى).
قبل أو أثناء التصديق على الاتفاقية المنقحة، يجب أن تنسحب الدولة الطرف من الاتفاقية الأوروبية بشأن حماية التراث الأثري لعام 1969 (المادة 14، الفقرة 2).
يجب أن تدخل الاتفاقية المنقحة حيز التنفيذ بعد ستة أشهر من تاريخ التصديق وذلك من خلال أي دولة موقِعة (المادة 14، الفقرة 5).
وفي عملية التوقيع أو التصديق على المعاهدة، يجوز للدول تحديد/حد الأراضي التي ستطبق عليها هذه الاتفاقية المنقحة (المادة 16).
ويمكن لكل دولة طرف في الاتفاقية الانسحاب من الاتفاقية المنقحة من خلال إرسال إخطار إلى الأمين العام لمجلس أوروبا (المادة 17).
واعتبارًا من 2013، قام بالتصديق على الاتفاقية 41 دولة من الأعضاء في مجلس أوروبا بالإضافة إلى الكرسي الرسولي. وقد قامت ثلاث دول أخرى بالتوقيع عليها ولكنها لم تصدق عليها.

## وصلات خارجية
- European convention on the protection of the archaeological heritage (revised) (ETS № 143) (Russian, English)
- An English copy of the Valletta Treaty, Council of Europe web site, retrieved 7 July 2012
- ICOMOS Website, retrieved 7 July 2012